# گروه اقدام ایران
گروه اقدام ایران (به انگلیسی: Iran Action Group) کارگروه ویژه‌ای است در وزارت خارجه ایالات متحده آمریکا که برای رسیدگی به مسائل ایران تشکیل شده‌است. این گروه روند خروج ایالات متحده آمریکا از موافقت‌نامه هسته‌ای با ایران را دنبال می‌کند.

## تشکیل
در تاریخ شانزدهم اوت ۲۰۱۸ برابر با ۲۵ مردادماه ۱۳۹۷ این کارگروه ویژه توسط وزارت امور خارجه ایالات متحده آمریکا تشکیل و برایان هوک توسط مایک پمپئو، وزیر امور خارجه آمریکا به ریاست این کارگروه برگزیده شد.

## اعضا
برایان هوک، مدیر برنامه‌ریزی سیاسی وزارت خارجه آمریکا، به عنوان نماینده ویژه امور ایران، ریاست این کارگروه ویژه را بر عهده دارد. او پیش از این مشاور جان بولتون بوده‌است.
در ۶ اوت ۲۰۲۰ (۱۶ مرداد ۱۳۹۹) مایک پومپئو، با تأیید خبر استعفای برایان هوک اعلام کرد که الیت ایبرامز، علاوه بر پست خود به عنوان نماینده ویژه دولت در امور ونزوئلا، مسئولیت‌های هوک را به عنوان نماینده ویژه وزارتخانه‌اش در امور ایران نیز به‌عهده می‌گیرد.

## اهداف
بهره‌بردن از مشاوران و خبرگان مسائل ایران برای جلو بردن سیاست‌های دولت دونالد ترامپ در قبال ایران
هماهنگ‌کردن سیاست‌های ایران با سایر دستگاه‌های دولتی علیه اقدامات جمهوری اسلامی ایران
همکاری با جامعه بین‌المللی برای تغییر رفتار ایران
فشار حداکثری اقتصادی علیه ایران و قطع دسترسی این کشور به منابع مالی خود، برای تأمین هزینه‌های تروریسم و برنامه موشکی‌اش
تماس با تمام شرکای آمریکا برای تغییر رفتار ایران در تمام سطوح
تحریم تمام دولت‌هایی که با رد کردن تحریم‌های آمریکا، از ایران نفت وارد می‌کنند (مانند چین، هند، ترکیه)

## بازخوردها
راشاتودی در گزارش تحلیلی خود نوشت: «به سادگی می‌توان گفت که گروه اقدام ایران، ادامه استراتژی سرنگونی دولت کنونی ایران با اقدام آمریکا در هماهنگی با مخالفان دولت ایران است.»
هر چند مایک پومپئو و برایان هوک هر دو در جلسه معرفی این کارگروه در ۲۵ مردادماه ۱۳۹۷ این موضوع را رد کردند.
ایگور پانکراتنکو، محقق و خبرنگار خاورمیانه اعلام کرد واشینگتن می‌خواهد از مسائل اقتصادی در ایران سود برده و باعث ایجاد و تشدید اعتراضات داخلی شود، در حالی که غیرممکن به‌نظر می‌رسد «که ایالات متحده قادر شود این اعتراضات را به اعمال سیاسی تبدیل کند».

## اقدامات

### تهدید به کشتن فرمانده سپاه قدس
رئیس گروه اقدام ایران در وزارت خارجه آمریکا در مصاحبه با روزنامه شرق الاوسط در حاشیه اجلاس مجمع جهانی اقتصاد در داووس تهدید کرد چنانچه اسماعیل قاآنی
همان سیاست قاسم سلیمانی را پیش بگیرد، به سرنوشتی مشابه سرنوشت او دچار خواهد شد.